# پیکاک
پیکاک (به انگلیسی: Peacock) یک سرویس پخش ویدیوی بر فراز اینترنت آمریکایی است که متعلق به شرکت پیکاک تی‌وی ال‌ال‌سی می‌باشد که خود آن نیز یکی از شرکت‌های تابعه گروه رسانه ان‌بی‌سی یونیورسال به‌شمار می‌رود. این سرویس از لوگوی ان‌بی‌سی نامگذاری شده است، و در ۱۵ ژوئیه ۲۰۲۰ راه‌اندازی شد. این سرویس علاوه بر محتوای شبکه ان‌بی‌سی، شامل محتوای دیگر شرکت‌های همکار مثل WWE Network نیز می‌باشد. این وبسایت یکی از سرویس‌های پخش معروف آمریکا مثل دیزنی پلاس، نتفلیکس و… است که به تازگی کار خود را شروع کرده و به محبوبیت زیادی در بین مخاطبین دست یافته است.
پیکاک در نسخه رایگان و پرمیوم و پرمیوم پلاس ارائه می‌شود. در حال حاضر قیمت اشتراک پرمیوم ماهانه ۴٫۹۹ دلار است که شامل تبلیغات نیز می‌شود اما اشتراک پرمیوم پلاس ماهانه ۹٫۹۹ دلار هست که بدون تبلیغات و امکان دانلود فیلم‌ها ارائه می‌شود.

## سریال‌ها

### درام
| نام                           | ژانر                  | زمان انتشار   | تعداد فصول   | مدت زمان   | وضعیت انتشار |
| ----------------------------- | --------------------- | ------------- | ------------ | ---------- | ------------ |
| دنیای جدید شجاع               | علمی تخیلی            | ۱۵جولای ۲۰۲۰  | ۱فصل، ۹قسمت  | ۴۱–۵۶دقیقه | لغو شد       |
| دکتر مرگ                      | درام جنایی            | ۱۵ جولای۲۰۲۱  | ۱فصل، ۸قسمت  | ۴۴–۶۳دقیقه | تمدید شد     |
| روزهای زندگی ما:فراتر از سیلم | سریال آبکی            | ۶سپتامبر۲۰۲۱  | ۲فصل، ۱۰قسمت | ۳۸–۵۰دقیقه | نامعلوم      |
| نماد گمشده                    | معمایی                | ۱۶سپتامبر۲۰۲۱ | ۱فصل، ۱۰قسمت | ۴۰–۵۱دقیقه | لغو شد       |
| یکی آزما دروغ می‌گوید          | درام معمایی نوجوانانه | ۷اکتبر۲۰۲۱    | ۲فصل، ۱۶قسمت | ۴۱–۵۱دقیقه | لغو شد       |
| دختر در جنگل                  | وحشت فراطبیعی         | ۲۱اکتبر۲۰۲۱   | ۱فصل، ۸قسمت  | ۲۴–۳۰دقیقه | لغو شد       |
| بل ایر                        | درام نوجوانانه        | ۱۳فوریه۲۰۲۲   | ۲فصل، ۲۰قسمت | ۴۰–۶۰دقیقه | تمدید شد     |
| جو در مقابل کارول             | درام بیوگرافی         | ۳مارس۲۰۲۲     | ۸قسمت        | ۴۶–۵۴دقیقه | مینی سریال   |
| آنجلین                        | درام بیوگرافی         | ۱۹مه۲۰۲۲      | ۵قسمت        | ۴۲–۵۲دقیقه | مینی سریال   |
| عجیب و غریب به عنوان مردمی    | درام                  | ۹ژوئن۲۰۲۲     | ۱فصل، ۸قسمت  | ۴۲–۵۶دقیقه | لغو شد       |
| آکادمی خون‌آشام                | درام فراطبیعی         | ۱۵سپتامبر۲۰۲۲ | ۱فصل، ۱۰قسمت | ۴۵–۵۵دقیقه | لغو شد       |
| یک دوست خانواده               | درام جنایی            | ۶اکتبر۲۰۲۲    | ۹قسمت        | ۴۹–۵۸دقیقه | مینی سریال   |
| تماس                          | درام جنایی            | ۱۰نوامبر۲۰۲۲  | ۱فصل، ۸قسمت  | ۴۰–۴۷دقیقه | نامعلوم      |
| پوست پلنگ                     | درام جنایی            | ۱۷نوامبر۲۰۲۲  | ۱فصل، ۸قسمت  | ۲۳–۳۴دقیقه | نامعلوم      |
| بی‌احترامی                     | کمدی جنایی دلهره آور  | ۳۰نوامبر۲۰۲۲  | ۱فصل، ۱۰قسمت | ۴۱–۵۰دقیقه | نامعلوم      |
| کانتیننتال: از دنیای جان ویک  | اکشن دلهره آور        | ۲۲سپتامبر۲۰۲۳ | ۳ قسمت       | ۹۰دقیقه    | مینی‌سریال    |

### کمدی
| نام                           | ژانر                 | زمان انتشار  | تعداد فصول   | مدت زمان   | وضعیت                            |
| ----------------------------- | -------------------- | ------------ | ------------ | ---------- | -------------------------------- |
| ذخیره شده توسط زنگ            | کمدی                 | ۲۵نوامبر۲۰۲۰ | ۲فصل، ۲۰قسمت | ۲۴–۳۳دقیقه | لغو شد                           |
| پانکی بروستر                  | کمدی                 | ۲۵فوریه۲۰۲۱  | ۱فصل، ۱۰قسمت | ۲۴–۲۸دقیقه | لغو شد                           |
| آبشار رادرفورد                | کمدی                 | ۲۲آوریل۲۰۲۱  | ۲فصل، ۱۸قسمت | ۲۳–۳۰دقیقه | لغو شد                           |
| گرلزفایواوا                   | کمدی موزیکال         | ۶مه۲۰۲۱      | ۲فصل، ۱۶قسمت | ۲۶–۳۲دقیقه | پایان یافت (به نتفلیکس منتقل شد) |
| مک گروبر                      | اکشن کمدی            | ۱۶دسامبر۲۰۲۱ | ۱فصل، ۸قسمت  | ۲۵–۳۵دقیقه | لغو شد                           |
| روی نوت باش                   | کمدی موزیکال         | ۲۴فوریه۲۰۲۲  | ۱فصل، ۱۰قسمت | ۲۳–۲۵دقیقه | لغو شد                           |
| سینه پایین                    | کمدی                 | ۱۰مارس۲۰۲۲   | ۱فصل، ۶قسمت  | ۲۶–۳۰دقیقه | لغو شد                           |
| کشتن آن                       | کمدی                 | ۳۱مارس۲۰۲۲   | ۲فصل، ۱۸قسمت | ۲۸–۳۲دقیقه | نامعلوم                          |
| استراحتگاه                    | کمدی جنایی           | ۲۸ژوئیه۲۰۲۲  | ۱فصل، ۸قسمت  | ۳۱–۳۹دقیقه | نامعلوم                          |
| آواز خوان حرفه‌ای:سپر در برلین | کمدی موزیکال         | ۲۳نوامبر۲۰۲۲ | ۱فصل، ۶قسمت  | ۲۷–۳۱دقیقه | تمدید شد                         |
| بهترین مرد: فصل‌های پایانی     | درام کمدی            | ۲۲دسامبر۲۰۲۲ | ۸قسمت        | ۴۱–۵۶دقیقه | مینی سریال                       |
| پل تی. گلدمن                  | مستند جنایی واقعی    | ۱ژانویه۲۰۲۳  | ۶قسمت        | ۳۱–۶۳دقیقه | مینی سریال                       |
| پوکر فیس                      | کمدی معمایی          | ۲۶ژانویه۲۰۲۳ | ۱فصل، ۱۰قسمت | ۴۷–۶۷دقیقه | تمدید شد                         |
| خانم دیویس                    | کمدی سیاه علمی-تخیلی | ۲۰آوریل۲۰۲۳  | ۸قسمت        | ۴۹–۶۱دقیقه | مینی سریال                       |
| هیچ و پوچ                     | کمدی                 | ۴می۲۰۲۳      | ۱فصل، ۸قسمت  | ۲۳–۳۲دقیقه | تمدید شد                         |
| براساس داستانی واقعی          | کمدی دلهره آور       | ۸ژوئن۲۰۲۳    | ۱فصل، ۸قسمت  | ۲۵–۵۵دقیقه | نامعلوم                          |
| فلز درهم‌تنیده                 | اکشن کمدی            | ۲۷جولای۲۰۲۳  | ۱فصل، ۱۰قسمت | ۲۳–۳۲دقیقه | نامعلوم                          |